# Teresa Fumarola
Maria Teresa Fumarola, vedova Ligorio (San Marzano di San Giuseppe, 2 dicembre 1889 – Fragagnano, 14 maggio 2003), è stata una supercentenaria italiana vissuta 113 anni e 163 giorni, Decana d'Italia per oltre un anno, dal 3 gennaio 2002 sino alla propria morte.
Alla sua morte risultava essere anche la persona più anziana mai vissuta in Italia, venendo superata solo nel 2005 dalla ligure Virginia Dighero, deceduta a 114 anni.

## Biografia
Maria Teresa Fumarola nacque il 2 dicembre 1889 a San Marzano di San Giuseppe, nell'alto Salento in Provincia di Taranto. Sposatasi con Donato Ligorio, visse a lungo nel centro pugliese di Francavilla Fontana, in Provincia di Brindisi. 
Nel 1961 rimase vedova del marito, ma continuò sino al 1989, anno in cui avrebbe compiuto 100 anni, a lavorare nei campi.
Successivamente si trasferì a Fragagnano, dove visse accudita da una nipote. In vecchiaia consumava prevalentemente pasti frugali, ma occasionalmente mangiava anche dolci e cioccolata. Soffriva inoltre di artrosi, ed aveva alcuni problemi alla vista, ma nonostante ciò conservava ancora lucidità.
Il 3 gennaio 2002, alla morte del sardo Antonio Todde, riconosciuto dal Guinness dei Primati come l'uomo più longevo al mondo, Teresa Fumarola divenne la persona vivente più anziana d'Italia. Il 2 dicembre 2002, in occasione del proprio 113º compleanno (primo essere umano italiano della storia a raggiungere ufficialmente questo traguardo), ricevette un telegramma di auguri da parte del Presidente della Repubblica Carlo Azeglio Ciampi. 
Teresa Fumarola morì il 14 maggio 2003 a Fragagnano; le sopravvissero cinque dei dieci figli avuti dal marito (la maggiore 92enne, il minore 71enne), 63 nipoti e 87 pronipoti, per un totale di cinque generazioni ed oltre 150 discendenti.
Alla sua morte ereditò il titolo di persona più vecchia d'Italia il 112enne sardo Giovanni Frau.